# Pardosa potamophila
Pardosa potamophila är en spindelart som beskrevs av Lawrence 1927. Pardosa potamophila ingår i släktet Pardosa och familjen vargspindlar.
Artens utbredningsområde är Namibia. Inga underarter finns listade i Catalogue of Life.